# Квінтильйон
Квінтильйо́н — натуральне число, яке позначає одиницю:
- з 18-ма нулями (1×1018 = {\displaystyle 10^{18}}, тисяча квадрильйонів) у системі найменування чисел із короткою шкалою.
- з 30-ма нулями (1×1030 = {\displaystyle 10^{30}} = {\displaystyle (10^{6})^{5}}, мільйон у п'ятому ступені) у системі найменування чисел з довгою шкалою.